# Intarabo

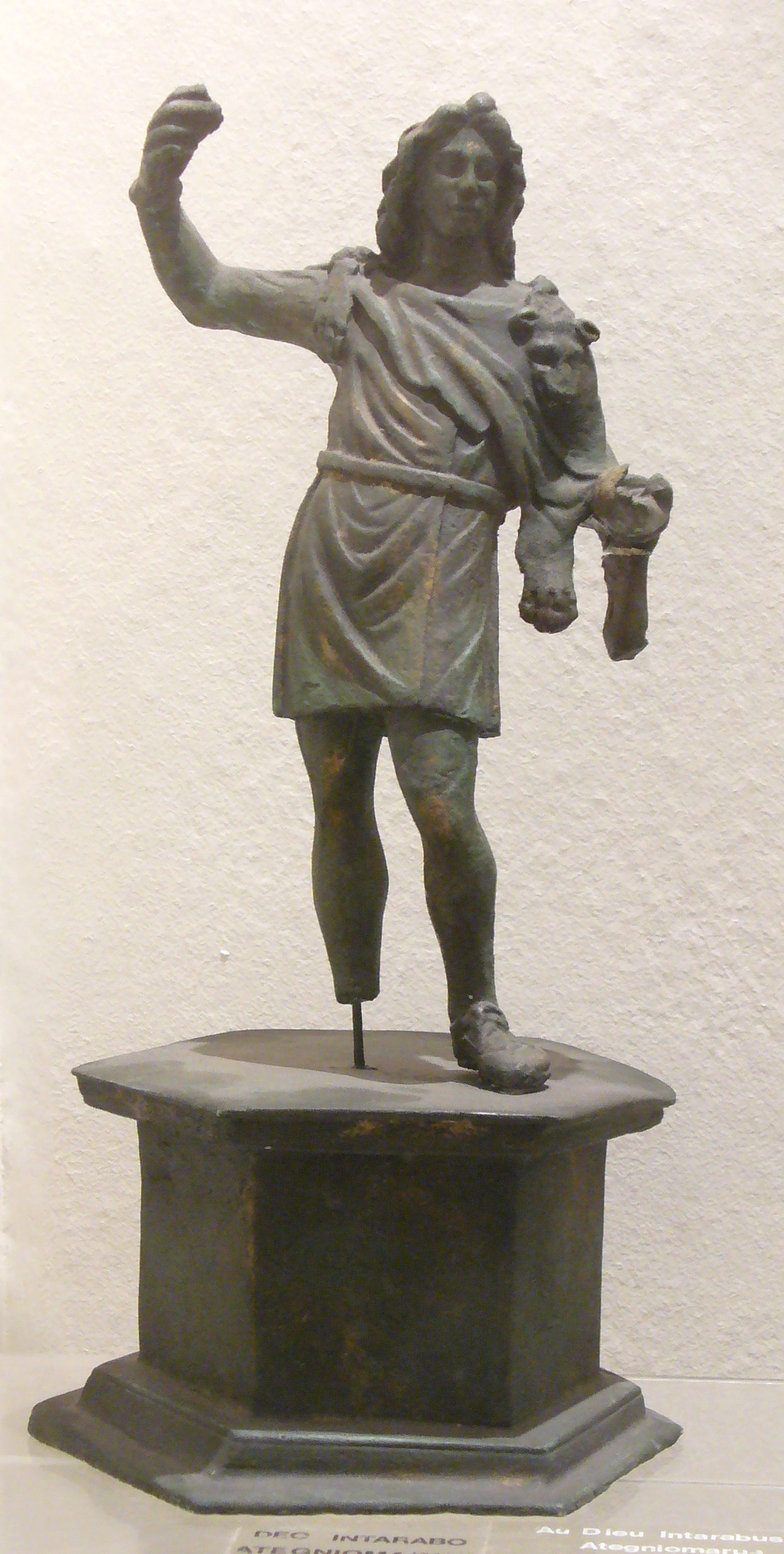
Estatueta de bronze de Intarabo de Foy-Noville, agora no Museu Arqueológico de Arlon

Intarabo (em latim: Intarabus) foi um deus gaulês no panteão dos tréveros e de alguns povos vizinhos. Seu nome é conhecido de nove inscrições de uma área relativamente compacta no que agora são Bélgica, Luxemburgo, Alemanha ocidental e França oriental. Pode ter sido a deidade guardiã de um dos três pagi (subdivisões) dos tréveros. Na maioria dos casos, Intarabo é invocado sozinho – sem qualquer síntese para uma deidade romana, e sem acompanhar deidades femininas. Entretanto, uma inscrição o invoca como Marte Intarabo, que nota que um fano e um ícone deste deus tinham sido recuperados em Tréveris. Ao mesmo tempo, outra inscrição de Mackwiller, na Alsácia, dá a Intarabo o epíteto Nário. Uma inscrição em Ernzen na Alemanha tem seu nome como [In]tarabus. enquanto uma outra de Foy-Noville (agora dentro do povoado de Bastogne na Bélgica), invoca Intarabo em conjunção ao Gênio Olódago.
Uma estatueta de bronze do terreno Foy-Noville continha em sua base a inscrição Deo Intarabo (no caso dativo), representando-o como um homem imberbe e de cabelos longos, trajando uma túnica e envolto em uma pele de lobo. Sua mão direita erguia presumivelmente uma lança ou algum outro implemento, enquanto sua mão esquerda, situada na altura de sua cintura, está desaparecida.
O teatro em Echternach parece ter sido dedicado a Intarabo, como era um edícula em Ernzen. Um anel de prata gravado simplesmente com o nome Intarabo (outra vez, no caso dativo) foi encontrado em Dalheim.
O nome Intarabo tem sido caracterizado como “etimologicamente obscuro”; Xavier Delamarre, entretanto, toma o nome para significar entar-abus "Entre-Rivières" (entre rios).